# Балаклавське підняття
Балакла́вське підняття́ — невелика тектонічна структура в Україні на південному заході Криму. Локалізована у Балаклавському районі Севастополя, з 7 вересня 2023 року місцевість передана до Бахчисарайського району Автономної Республіки Крим..
Складена пісковиками, алевролітами, аргілітами та глинистими сланцями таврійської серії верхньотріасово-нижньоюрського періоду та грубоуламковими утвореннями нижньо- і середньоюрського періоду. На західному фланзі підняття під рівнем Чорного моря спостерігається зменшення ширини шельфу і згущення епіцентрів слабких землетрусів.
В орографічному відношенні породи тріасово-середньоюрського періоду утворюють зниження в рельєфі між пасмами верхньоюрських вапняків.